# Helle Kannila
Helle Kannila (Cannelin till 1938), född 20 maj 1896 i Nyslott, Finland, död 3 november 1972 i Tammerfors, var finländskt biblioteksråd och en av det finländska bibliotekssystemet huvudutvecklare.

## Biografi
Kannila avlade fil. mag.-examen 1919 och hörde till förgrundsgestalterna inom nordiskt biblioteksväsen och var direktor för finska statens biblioteksbyrå 1921–1949. Hon var därefter lektor i biblioteks- och informationsvetenskap 1949–1963.
Vid sidan av sin verksamhet inom biblioteksväsendet var Kannila liberal politiker inom Framstegspartiet och en pionjär inom kvinnofrågorna. Hon var ordförande i den finska kvinnoorganisationen Suomalainen naisliitto 1969–1970.
Kannila gav bland annat ut ett antal bibliotekstekniska skrifter och en bibliografi över Minna Canths litterära produktion.